# Rothneusiedl
Rothneusiedl war bis 1938 eine eigenständige Gemeinde und ist heute ein Stadtteil Wiens im 10. Wiener Gemeindebezirk Favoriten sowie eine der 89 Wiener Katastralgemeinden.

## Geographie
Rothneusiedl liegt südlich der Liesing und des Laaer Berges. Flussaufwärts befindet sich der Wiener Bezirksteil Inzersdorf, der bereits zum 23. Wiener Gemeindebezirk Liesing gehört, sowie flussabwärts der Wiener Bezirksteil Oberlaa. Im Süden grenzt Rothneusiedl an die niederösterreichische Gemeinde Hennersdorf.
Die Katastralgemeinde erstreckt sich über eine Fläche von 189,91 ha. Rothneusiedl bezeichnet ferner einen aus fünf Zählsprengeln bestehenden Zählbezirk der amtlichen Statistik, dessen Grenzverlauf jedoch nicht mit jenem der Katastralgemeinde ident ist.
Einige Gebäude, vor allem an der Himberger Straße, bilden eine von der Stadt Wien definierte bauliche Schutzzone, die auch Teile von Oberlaa (Neulaa) umfasst.

## Geschichte

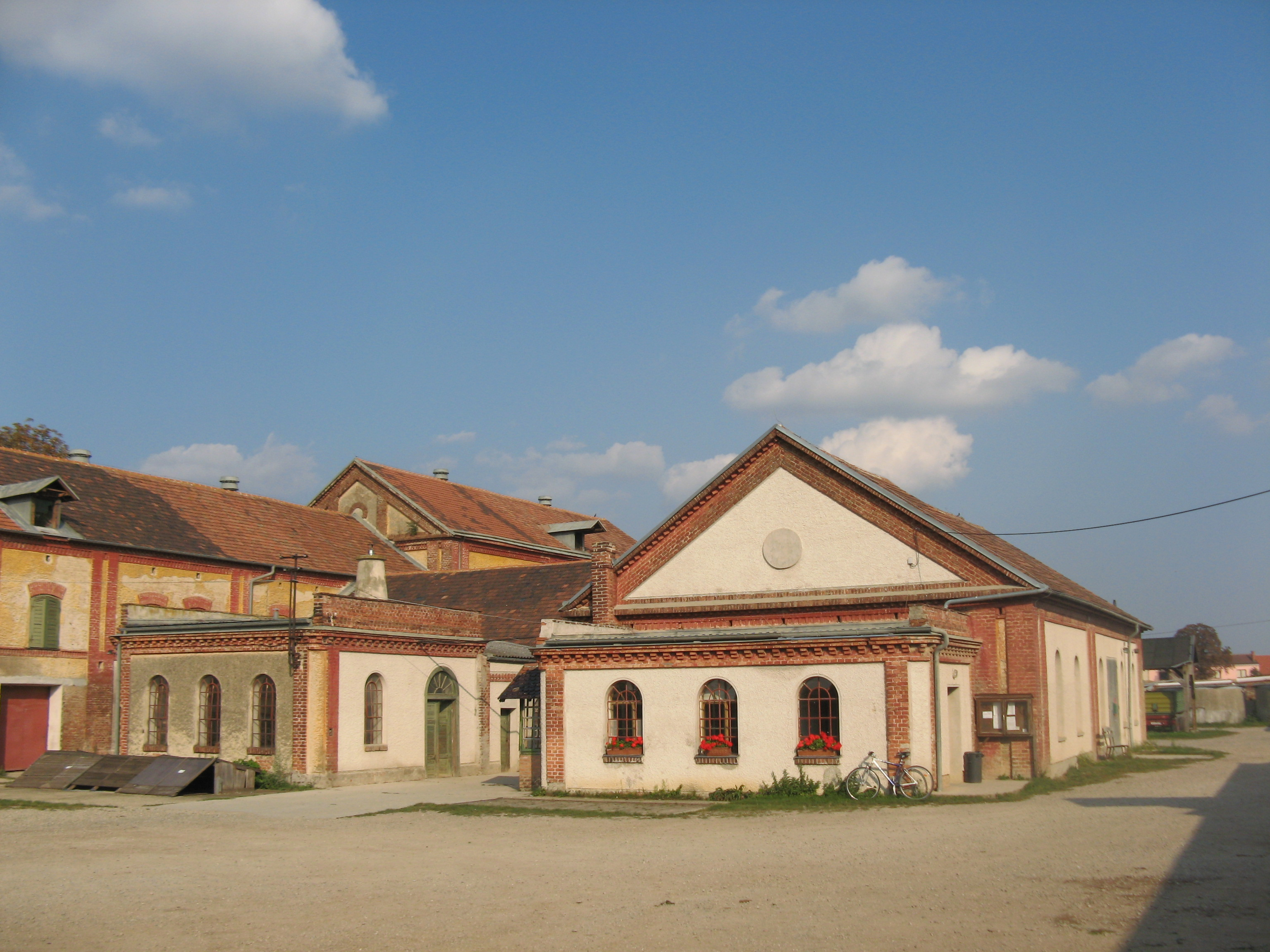
Ehemaliger Gutshof in Rothneusiedl

Der Ort im Süden Wiens entstand vermutlich im 9. Jahrhundert, als zahlreiche neue Siedler nach der Völkerwanderung in das Favoritner Waldgebiet kamen. Die erste urkundliche Erwähnung des Ortes erfolgte im Jahre 1301 als Newsidel. Die Silbe „Roth“ im Ortsnamen stammt möglicherweise von dem stellenweise roten Erdboden, kann aber auch auf die ursprünglichen Rodungsarbeiten hindeuten. Rothneusiedl wurde vor allem durch die Landwirtschaft stark geprägt, die noch heute eine wichtige Rolle im Ort spielt.
Die Industrialisierung hatte nur wenig Auswirkung auf die Entwicklung des Ortes. Um die Mitte des 19. Jahrhunderts begann man jedoch in der Umgebung Rothneusiedls Tegel abzubauen. Mit dem Gesetz vom 1. Oktober 1938 nach dem Anschluss Österreichs an das Deutsche Reich wurde Wien zu Groß-Wien vergrößert. Dies hatte eine Eingemeindung Rothneusiedls zur Folge. Nach Ende des Zweiten Weltkrieges wurde diese im Jahre 1954 bestätigt.

## Bevölkerung
Die Katastralgemeinde Rothneusiedl hat etwa 700 Einwohner (2001).
Im Jahr 1783 hatte der Ort 120 Einwohner, im Jahr 1869 246 Einwohner, im Jahr 1910 553 Einwohner und im Jahr 1961 579 Einwohner.

## Wappen
Als Motiv für die Gestaltung des für Rothneusiedl bestimmten Teil des Favoritner Wappens wurde ein roter Ringofen mit einem darunter liegenden, geschwungenen, silbernen Bachlauf auf blauem Untergrund gewählt. Diese symbolisieren den früheren Tegelabbau sowie die Liesing.

## Infrastruktur
Rothneusiedl ist noch heute ländlich geprägt, große Flächen werden nach wie vor für Landwirtschaft und als Gärten verwendet. Dennoch gibt es bereits seit den 1970er Jahren Planungen für eine Verlängerung der Wiener U-Bahn Linie U1 vom Reumannplatz aus in Richtung Süden. Als die etwa fünf Kilometer lange Strecke nach Rothneusiedl untersucht wurde, stellte sich heraus, dass das Gebiet viele, aber sehr verstreute Siedlungen aufweist. Deshalb galt eine Erschließung durch die Untergrundbahn als kaum möglich.
Im Rahmen der U-Bahn-Verlängerungsplanungen zu Beginn des 21. Jahrhunderts wurde die Idee wieder aufgegriffen und schließlich vom Gemeinderat beschlossen. Geplant war, bis 2015 die Neubaustrecke Reumannplatz–Rothneusiedl in Betrieb zu nehmen. Die Kosten für die Strecke hätten laut Planern rund 860 Millionen Euro betragen.
2012 wurde jedoch stattdessen die Verlängerung der U1 nach Oberlaa beschlossen. Im Bereich der Station Alaudagasse sollen Vorbereitungen für eine künftige Liniengabelung erfolgen, sollte die weitere Entwicklung Rothneusiedls die Führung eines U-Bahn-Astes dorthin rechtfertigen.